# Roman de Jaufré
Le Roman de Jaufré est un roman du cycle arthurien en vers, en occitan, de 10 956 vers octosyllabiques, écrit à la fin du XIIe siècle ou au début du XIIIe siècle. Le héros, Jaufré fils de Doson, est en fait Girflet, fils de Do, un des chevaliers de la Table ronde. C’est le seul roman arthurien conservé en ancien occitan (avec Blandin de Cornouaille, plutôt considéré comme un conte de fées apparenté à la matière de Bretagne).

## L’histoire
Le roman commence à la cour du roi Arthur, à Carduel, à la Pentecôte. Le roi qui a entendu la messe, entouré de ses chevaliers, déclare qu’il ne se mettra pas à table avant d’avoir vécu une aventure nouvelle et emmène la cour dans la forêt de Brocéliande : une énorme bête y terrorise les paysans ; Arthur saisit la bête par les cornes mais ses mains y restent collées. La bête promène par tout le pays le roi pendu à ses cornes, sans que personne puisse le délivrer, puis se fait connaître comme un chevalier-enchanteur de la cour.
De retour au palais, s’y présente le jeune écuyer Jaufré, qui demande à Arthur de le faire chevalier. Surgit alors un guerrier à cheval, nommé Taulat de Rougemont : il tue un chevalier et le laisse mort aux pieds de la reine en insultant le roi. Personne n’ose le poursuivre. Jaufré demande à être adoubé sur le champ pour relever l’insulte. Arthur accepte.
Jaufré accomplit dans sa quête une série de prouesses glorieuses : il venge en combat singulier deux chevaliers tués et un autre blessé par l’orgueilleux Estout de Verfeuil ; il met hors d’état de nuire toutes sortes de criminels : deux chevaliers, un sergent, et deux lépreux dont l’un volait les enfants pour que l’autre puisse se baigner dans leur sang ; il affronte un chevalier noir qui apparaît et disparaît à des endroits différents : il s'agit du diable qui s’enfuit lorsqu’un ermite l’asperge d’eau bénite ; il délivre une centaine de prisonniers innocents qu’il envoie à Arthur pour preuve de sa bravoure.
Un jour, fatigué, il entre pour se reposer dans le verger du château de Montbrun, et s’y endort. Il est amené endormi devant Brunissen, la dame du château. Ils s’éprennent l’un de l’autre. Le père de Brunissen est retenu depuis sept ans prisonnier par le même Taulat. Jaufré finit par le vaincre, rend la joie à tout le pays, et part avec Brunissen qu’il doit épouser pour la cour d’Arthur.
En chemin, attiré par les cris d'une dame qui se noie, il plonge dans une fontaine enchantée et se retrouve dans le monde souterrain d’une fée, où il doit se battre pour défendre la dame contre le chevalier « Félon ». Il la délivre, remonte sur terre, et gagne Carduel avec Brunissen, où leur mariage est célébré.

## Auteur, date et particularités
L’auteur est anonyme. Il y a peut-être eu deux auteurs : à la fin, il est demandé de prier « pour celui qui a commencé l’ouvrage et celui qui l’a achevé », et un éloge du roi d’Aragon aux vers 2616-2630 pourrait marquer l’intervention d’un second poète.  Mais aucun argument n’est décisif.
En ce qui concerne la date, le Roman de Jaufré est dédié à un roi d’Aragon : il a été identifié soit comme Alphonse II d'Aragon, roi de 1162 à 1196, ce qui date le roman de la fin du XIIe siècle et pourrait en faire une des sources de Chrétien de Troyes, soit comme Jacques Ier d'Aragon, roi de 1213 à 1276, ce qui date l’œuvre du début du XIIIe siècle, autour de 1230. Actuellement, les spécialistes s’accordent pour la datation tardive : ainsi pour Michel Zink, le roman est tardif en raison de la connaissance par son auteur de l’œuvre de Chrétien de Troyes ainsi que par la nette distance critique face au roi Arthur, ridiculisé au début et à la fin du roman, ce qui traduit « un certain essoufflement des aventures ».
Le nom de la reine au vers 2870 est Guilalmier : le Roman de Jaufré est le seul roman arthurien où l’épouse d’Arthur, habituellement appelée Guenièvre en français (Ginebra en occitan), porte ce nom (Guillaumette).

## Postérité du roman
- Le texte a été transmis par quatre manuscrits de la fin du XIIIe siècle et du XIVe siècle, ainsi que par quatre fragments conservés dans des fonds d’archives[8].
- Le roman est adapté en prose au XVIe siècle en français par Claude Platin sous le titre L’hystoire de Giglan filz de messire Gauvain qui fut roy de Galles. Et de Geoffroy de Maience son compaignon, tous deux chevaliers de la Table ronde, publié à Lyon par Claude Nourry vers 1530, puis en 1539 par Gilles et Jaques Huguetan. L'adaptation mêle le Roman de Jaufré et un autre texte médiéval, Le Bel Inconnu. Le texte du Roman de Jaufré d'après cette adaptation est publié en 1777 sous le titre Geoffroy de Mayence et sous une forme résumée de 18 pages dans la Bibliothèque universelle des romans[9].
- en Espagne, une adaptation en prose et en castillan paraît au XVIe siècle sous le titre Crónica de los notables caballeros Tablante de Ricamonte[10] y Jofre, hijo del conde don Asón, avec de nombreuses rééditions jusqu’au début du XIXe siècle, notamment en édition populaire[9]. Cette popularité de l’œuvre dans la péninsule ibérique la fait connaître aux Philippines, où il en existe une version en tagalog[11].
- Au milieu du XIXe siècle, le texte reparaît en France dans un livre illustré de luxe : Les Aventures du chevalier Jaufre et de la belle Brunissende, Librairie Nouvelle, Paris, 1856 (réédition en 1876) : le texte traduit par Jean-Bernard Mary-Lafon est illustré de 20 gravures sur bois d’après Gustave Doré[12],[13]. Le roman est traduit la même année en anglais par Alfred Elwes sous le titre Jaufry the Knight and the Fair Brunissende - A Tale of the Times of King Arthur et publié à Londres chez Addey, avec les illustrations de Doré[14]; une édition paraît en 1857 à New York sous le même titre[15].
- Les aventures du chevalier Jaufré : une adaptation pour enfants en occitan moderne, CRDP de Montpellier, coll. « Los camins de la vida », 2009.